# Abde Ezzalzouli
Abdessamad "Abde" Ezzalzouli (em árabe: عبد الصمد الزلزولي; Beni Mellal - 17 de dezembro de 2001) é um futebolista profissional marroquino que atua como ponta-esquerda no Betis e na seleção marroquina.

## Carreira no clube

### Início de carreira
Fez parte das academias de juniores do Peña Ilicitana Raval CF, CD Pablo Iglesias, Kelme CF, Promesas Elche CF e CD Cultural Carrús. Ele fez um teste no Elche CF, principal clube de sua cidade natal, mas não conseguiu uma vaga na academia.
Continuou a jogar em clubes de bairro em Elche até que o técnico do Hércules B, Antonio Moreno Domínguez, lhe ofereceu um contrato, e posteriormente ingressou no principal clube da cidade vizinha de Alicante. Mudou-se para os reservas do Hércules em 2016, onde iniciou a carreira sénior em 2019.

### Barcelona
Foi transferido para o Barcelona B em 31 de agosto de 2021. Ele fez sua estreia profissional com o Barcelona no empate de 1 a 1 da La Liga com o Alavés em 30 de outubro de 2021, entrando como reserva aos 80 minutos. Tornou-se assim o primeiro jogador marroquino a representar a equipa principal do Barça. Ele marcou seu primeiro gol pelo Barcelona contra o Osasuna em um empate 2–2.

“O jogo de Abde é espetacular".

—Xavi.
Em setembro de 2022, ele renovou seu contrato com o Barcelona até 2026 e foi emprestado ao Osasuna.  Em 4 de setembro, ele fez sua primeira aparição pelo Osasuna contra o Rayo Vallecano após ser substituído aos 81 minutos. Ele conseguiu dar assistência ao gol da vitória naquele jogo, que terminou com uma vitória por 2–1.
Mudou-se para a Espanha com a família aos sete anos para morar e iniciou a carreira no futebol juvenil no bairro de Carrús, na cidade de Elche.

### Osasuna
Em setembro de 2022, ele renovou seu contrato com o Barcelona até 2026 e foi posteriormente emprestado ao Osasuna. Em 4 de setembro, ele fez sua primeira aparição pelo Osasuna contra o Rayo Vallecano após ser substituído no 81º minuto, ele conseguiu assistir o gol da vitória naquele jogo, que terminou com uma vitória por 2 a 1.
Em 26 de janeiro de 2023, Ezzalzouli marcou seu primeiro gol pelo clube em uma vitória por 2 a 1 contra o Sevilla FC nas quartas de final da Copa del Rey de 2022–23. Ele marcou seu primeiro gol na liga exatamente um mês depois, em uma vitória por 3 a 2 contra o mesmo oponente.

### Betis
Em 1 de setembro de 2023, Ezzalzouli assinou um contrato de cinco anos com o clube da La Liga, o Betis, com a transferência sendo relatada no valor de €7,5 milhões, mais uma opção de recompra a favor do Barcelona. Em 9 de setembro de 2023, Ezzalzouli estreou em uma derrota por 5 a 0 contra o Barcelona. Em 1º de outubro de 2023, Ezzalzouli marcou seu primeiro gol pelo time em uma vitória por 3 a 0 contra o Valencia. Em 1º de novembro de 2023, Ezzalzouli foi indicado para o prêmio de Jogador Jovem Africano do Ano de 2023 pela CAF.

## Carreira internacional
Em 17 de março de 2022, foi listado na lista de 26 jogadores para enfrentar a República Democrática do Congo nas eliminatórias para a Copa do Mundo da FIFA 2022 - terceira rodada da CAF. Em setembro de 2022, foi convocado para a seleção do Marrocos.  Ele jogou sua primeira partida em um amistoso contra o Chile no Estádio RCDE em Cornellà de Llobregat, que terminou com uma vitória por 2–0.
Em 10 de novembro de 2022, ele foi convocado pelo técnico Walid Regragui para a seleção de 26 jogadores do Marrocos que se tornou a primeira seleção africana a disputar uma semifinal em copas na Copa do Mundo da FIFA 2022 no Catar.
Em junho de 2023, ele foi incluído no elenco para a 2023 U-23 Africa Cup of Nations, sediada pelo próprio Marrocos; nomeado como o capitão da equipe, ele marcou três gols e deu três assistências em quatro jogos, enquanto os Leões do Atlas conquistaram seu primeiro título e se classificaram para os Jogos Olímpicos de Verão de 2024.

## Títulos
Marrocos sub-23
- Jogos Olímpicos: 2024 (medalha de bronze)